# Pětiprstka žežulník

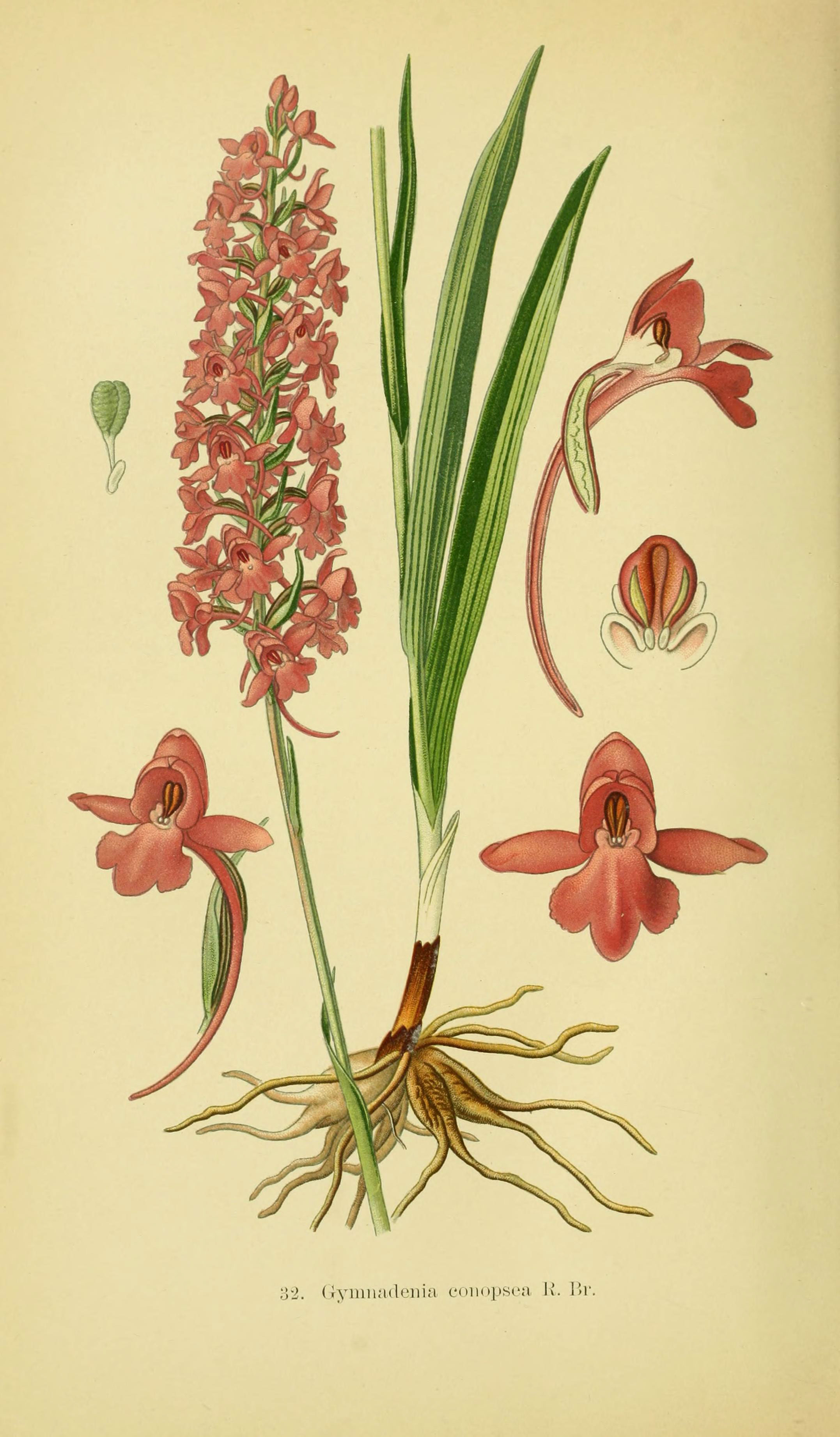
Zobrazeni pětiprstky žežulníku

Pětiprstka žežulník (Gymnadenia conopsea) je jedním ze dvou druhů rodu pětiprstka, které v současnosti rostou v české přírodě. Vytrvalá, středně vysoká, hlíznatá rostlina s květenstvím složeným z nejčastěji načervenale kvetoucích květů, která se přes dřívější poměrně hojný výskyt stala rostlinou ohroženou.

## Výskyt
Bylina se vyskytuje na většině území Evropy, severní hranice probíhá Skandinávií a jižní podél Středozemního moře. Východním směrem je rozšířena přes západní i východní Sibiř, Kavkaz, sever Číny a Mongolska až na Dálný východ a do Japonska a Koreje, na jihu její areál sahá přes Himálaj až do Nepálu.
Ještě před nástupem 20. století rostla na území České republiky, hlavně v podhůří a nízkých horách, mnohem častěji než nyní. V současnosti se vyskytuje řídce, nejspíše ji lze spatřit ve středním Polabí, v Českém středohoří a v Bílých Karpatech, jen vzácně se objevuje v subalpínském stupni v Krkonoších a Hrubém Jeseníku.

## Ekologie
Světlomilný druh vyskytující se na dvou ekologických odlišných typech stanovišť. Prvá jsou na bazických horninách v nížinách až podhůřích na suchých i vlhčích křovinatých stráních, květnatých loukách, pastvinách nebo řidčeji po okrajích světlých listnatých lesů. Druhá, méně častá, jsou na mírně kyselých půdách v ledovcových karech a na horských vysokostébelných loukách. Roste na půdách sušších i vlhkých, hlinitých i kamenitých. Tento geofyt kvete od konce května do začátku července.

## Popis
Květina vysoká 30 až 60 cm vyrůstá z dvoudílné, hluboce dělené hlízy. Lodyha je obvykle přímá, štíhlá, na průřezu oblá a ve spodních dvou třetinách je ve dvou řadách porostlá třemi až sedmi listy rostoucí s pochvy. Listy jsou sytě zelené, úzce kopinaté, vzpřímeně odstálé, dosahují délky až 26 cm a šířky 4 cm. V horní třetině lodyhy bývají ještě až čtyři malé, špičaté listenové listy.
Na vrcholu lodyhy vyrůstá válcovité květenství, 5 až 30 cm dlouhý, různě hustý klas tvořený 25 až 65 růžovými, načervenalými či nachovými, vzácně bílými, slabě vonícími květy. Listeny jsou vejčitě kopinaté, po okrajích většinou fialové, poměrně velké, často obloukovitě zahnuté a někdy přesahují semeník. Dva zevní okvětní lístky, asi 5 mm dlouhé, jsou vejčitě podlouhlé a rovnovážně odstávají, třetí společně s vnitřními lístky jsou k sobě přikloněné a vytvářejí přilbu. Pysk květu je trojlaločný, střední lalok je o málo delší než dva postranní. Tenká, obloukovitě ohnutá ostruha je téměř dvakrát delší než válcovitý, 10 mm dlouhý zkroucený semeník. Nazelenalé brylky pylu mají světložluté stopečky. Opylení zajišťuje hmyz. Ploidie druhu je 2n = 40 nebo 2n = 80.
Plody jsou široce válcovité, nazelenalé tobolky, které obsahují velké množství drobných semen. Semena mají málo vyspělý zárodek a neobsahují téměř žádné zásobní látky. K vyklíčení do stadia semenáče potřebují dodatečnou výživu pomoci orchideoidní mykorhizní symbiózy. Nejčastějšími symbionty jsou stopkovýtrusné houby z čeledí rohoplodníkovitých (Ceratobasidiaceae) a tulasneovkovitých (Tulasnellaceae).

## Variabilita
Rostlina pětiprstka žežulník je proměnlivá v barvě i počtu květů, ve velikosti a početnosti vegetativních orgánů. Tato variabilita je mimo ekologických faktorů způsobená i znásobeným počtem chromozomových sad. Jedinci se zdvojeným počtem chromozómů (2n = 80) jsou statnější, později kvetou a jsou některými autory odlišováni, dosud neprávoplatně, jako poddruh "pětiprstka žežulník horská" (Gymnadenia conopsea subsp. montana Bisse).

## Křížení
Druh se lehce kříží a v české přírodě se občas nacházejí tyto jeho hybridy:
- rudohlávkovec zvrhlý (×Gymnanacamptis anacamptis (F. H. Wilms) Asch. et Grabn.) – (Anacamptis pyramidalis × Gymnadenia conopsea),
- vstavačovec útlý (×Dactylogymnadenia gracilis (A. Camus) Soó) – (Dactylorhiza fuchsii × Gymnadenia conopsea),
- prstník Schweinfurthův (×Pseudadenia schweinfurthii (Hegelm. ex A. Kern.) P. F. Hunt) – (Gymnadenia conopsea × Pseudorchis albida),
- (×Dactylogymnadenia comigera) (Rchb.) Rauschert – (Dactylorhiza majalis × Gymnadenia conopsea).[8]

## Ohrožení
Pětiprstka žežulník ve značné části svých tradičních lokalit již vyhynula a na řadě míst kde se udržela, jsou její populace mnohem slabší. Její biotopy jsou ohrožené změnami v obhospodařování pozemků, nekosením a nespásáním luk nebo naopak jejich intenzivním využíváním spojeným s nadměrným hnojením nebo přeměnou pastvin na ornou půdu a pod. V minulosti se z hlíz připravoval nápoj salep, v současnosti je pro vzácnost rostliny jejích sběr přísně zakázán.
V České republice je z důvodu stále klesajícího počtu kvetení schopných jedinců zařazena v novém v "Červeném seznamu cévnatých rostlin České republiky z roku 2012" mezi druhy silně ohrožené (C2t), zatímco ve starší "Vyhlášce MŽP ČR č. 395/1992 Sb. ve znění vyhl. č. 175/2006 Sb" je stále počítána ke druhům ohroženým (§3).

## Galerie

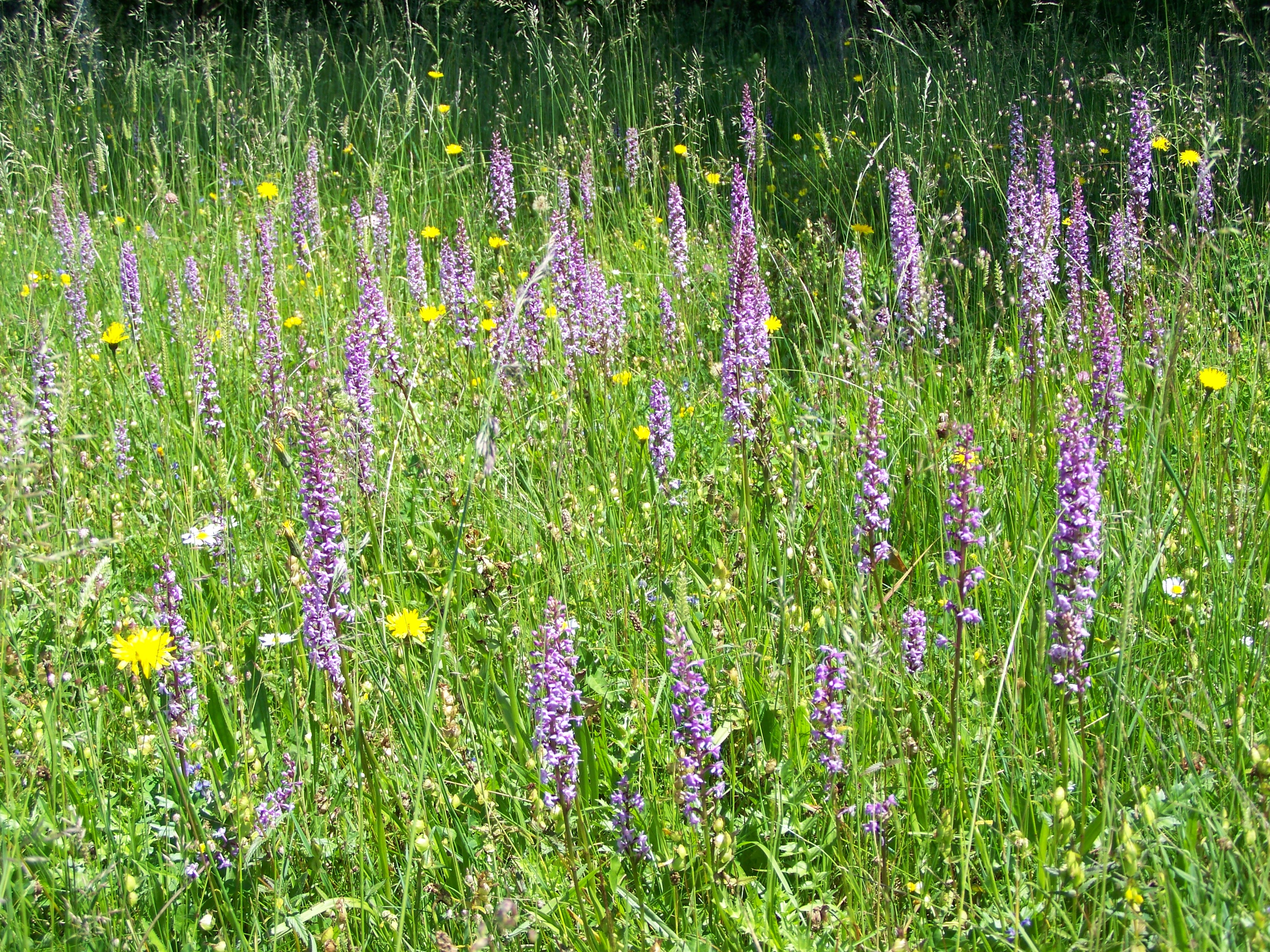
Vzácný pohled
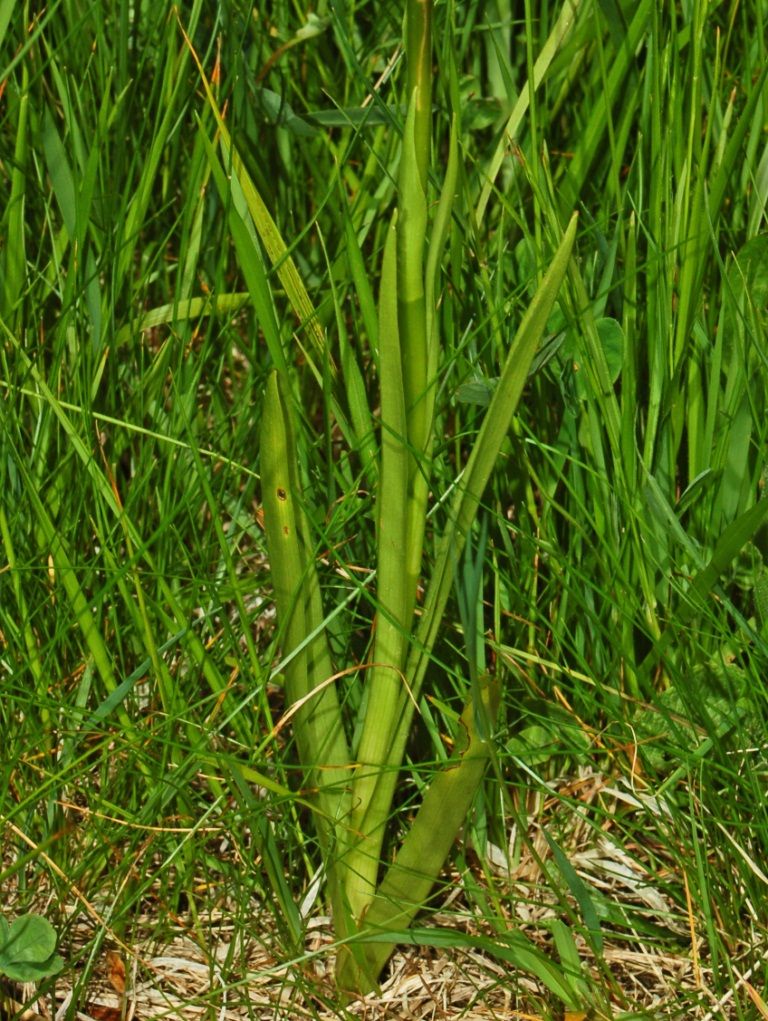
Listy
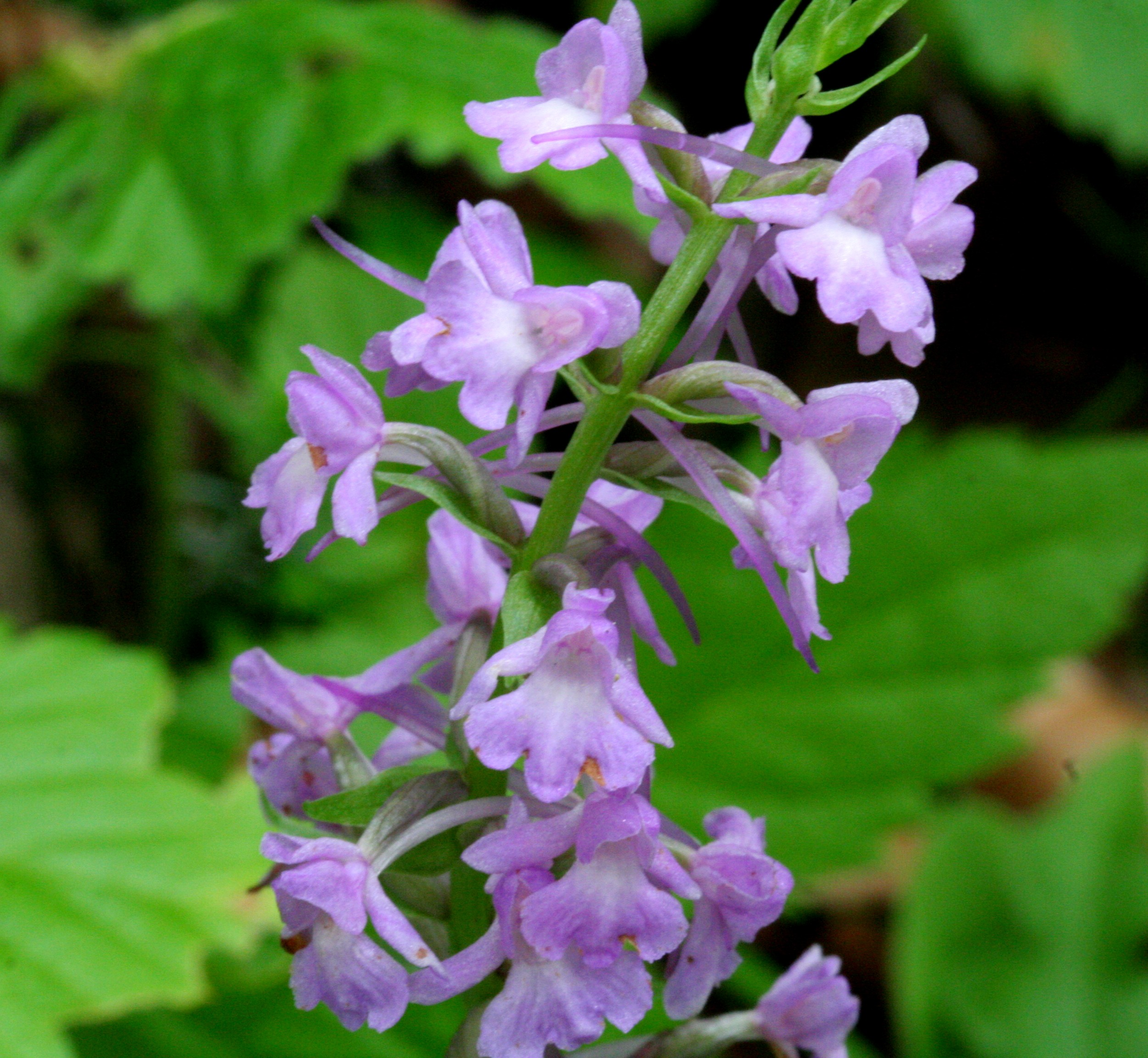
Část květenství
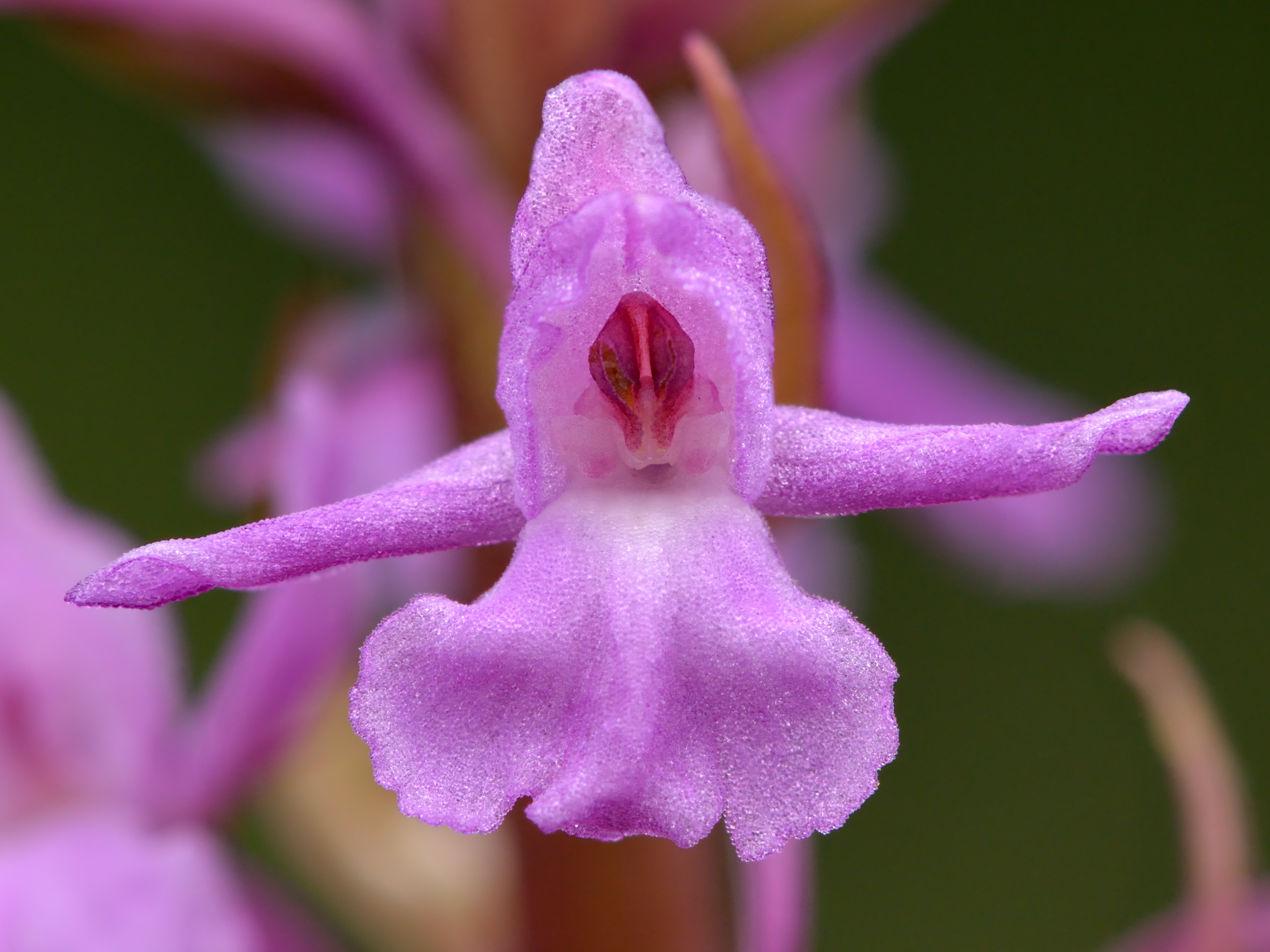
Květ